# Stjepan Vego
Stjepan Vego (Hamburgo, Alemania, 9 de julio de 1997) es un futbolista croata-alemán. Juega como lateral izquierdo y su equipo actual es el NK GOŠK Gabela de la Premijer liga de Bosnia y Herzegovina.

## Trayectoria

### Inicios
Vego comenzó en el Niendorfer, donde permaneció hasta 2014. En 2014, se unió al equipo juvenil del Victoria Hamburgo, antes de debutar con el primer equipo en 2015. Permaneció en el Victoria hasta 2016. Durante un corto período en 2017, Vego jugó para Hamburgo SV III.

### GOŠK Gabela
En el verano de 2017, Vego firmó con el club bosnio NK GOŠK Gabela de la Premijer liga. Hizo su debut con el GOŠK el 15 de octubre de 2017, en el empate 2-2 contra Mladost Doboj-Kakanj.
El 30 de junio de 2018, Vego amplió su contrato con GOŠK. El 7 de junio de 2019, después de que el club descendiera a la Primera Liga de la República Srpska, decidió dejar el club.

### Inter Zaprešić
El 7 de junio de 2019, justo después de salir del GOSK, Vego firmó contrato por una temporada con el NK Inter Zaprešić de la 1. HNL.

### Regreso a GOŠK
El 28 de agosto de 2020, Vego regresó al GOŠK, esta vez jugando en la Primera Liga de la FBiH.

## Selección nacional
Vego representó a Bosnia y Herzegovina en la categoría sub-21 e hizo un partido internacional para el equipo, pero luego se uniría a la selección croata sub-21.

## Clubes
| Club              | País                 | Año           |
| ----------------- | -------------------- | ------------- |
| Victoria Hamburgo | Alemania             | 2015-2016     |
| Hamburgo S.V. III | Alemania             | 2017          |
| GOŠK Gabela       | Bosnia y Herzegovina | 2017-2019     |
| Inter Zaprešić    | Croacia              | 2019-2020     |
| GOŠK Gabela       | Bosnia y Herzegovina | 2020-presente |

## Estadísticas
| Club           | Temporada     | Liga          | Liga  | Liga  | Copa  | Copa  | Continental | Continental | Total | Total |
| Club           | Temporada     | División      | Part. | Goles | Part. | Goles | Part.       | Goles       | Part. | Goles |
| -------------- | ------------- | ------------- | ----- | ----- | ----- | ----- | ----------- | ----------- | ----- | ----- |
| GOŠK Gabela    | 2017–18       | Premijer liga | 23    | 0     | —     | —     | —           | —           | 23    | 0     |
| GOŠK Gabela    | 2018–19       | Premijer liga | 25    | 0     | 2     | 0     | —           | —           | 27    | 0     |
| GOŠK Gabela    | Total         | Total         | 48    | 0     | 2     | 0     | —           | —           | 50    | 0     |
| Inter Zaprešić | 2019–20       | 1. HNL        | 12    | 1     | 2     | 0     | —           | —           | 14    | 1     |
| GOŠK Gabela    | 2020–21       | Premijer liga | 0     | 0     | 0     | 0     | —           | —           | 0     | 0     |
| Carrera total  | Carrera total | Carrera total | 60    | 1     | 4     | 0     | —           | —           | 64    | 1     |